# Sauvoy
Sauvoy é uma comuna francesa na região administrativa de Grande Leste, no departamento de Meuse. Estende-se por uma área de 7,82 km². Em 2010 a comuna tinha 62 habitantes (densidade: 7,9 hab./km²).